# Tachidiopsis cyclopoides
Tachidiopsis cyclopoides är en kräftdjursart som beskrevs av Georg Ossian Sars 1911. Tachidiopsis cyclopoides ingår i släktet Tachidiopsis och familjen Tisbidae. Inga underarter finns listade i Catalogue of Life.